# Caccia notturna (romanzo)
Caccia notturna è un romanzo di Patrick O'Brian del 1990. Costituisce il quattordicesimo episodio della serie dedicata alle avventure di Jack Aubrey e Stephen Maturin, eroi fittizi, malgrado Aubrey sia ispirato alle imprese di Lord Cochrane. Da questi romanzi è stato tratto il film Master and Commander - Sfida ai confini del mare, con Russell Crowe; la sceneggiatura del film è, in effetti, un sunto di episodi tratti dai vari romanzi della serie.

## Trama
L'equipaggio guidato da Jack Aubrey, reduce dal naufragio della Diane su una scogliera non segnalata, si prepara a costruire una nuova nave con quello che ha a disposizione, ma nel frattempo si organizza un accampamento e una parvenza di normalità, compresa una partita a cricket. Stephen invece sceglie di provvedere al sostentamento usando le sue doti di cacciatore.
Ma, mentre la futura goletta è in costruzione, approdano nell'isola quelli che si riveleranno pirati Dayak, guidati da una splendida ragazza molto decisa, e, dopo aver studiato l'accampamento, promettono di far arrivare una nave da Batavia in loro aiuto. Sono loro stessi invece che, sbarcati da un praho in forze, attaccano l'accampamento per razziare e bruciano l'imbarcazione in costruzione sullo scalo. A questo punto Jack affonda a cannonate il fragile praho mentre l'equipaggio respinge duramente i pirati a terra, ma il risultato è un nuovo isolamento. Stephen, durante una delle sue spedizioni di caccia, aiuta i figli del proprietario di una giunca, che si offre di trasportarli a Batavia.
Lì trovano una nave olandese appena recuperata, della quale il governatore affida il comando a Jack, che la ribattezza Nutmeg of Consolation (Noce moscata di consolazione), una espressione che compariva nel discorso di lode al sultano di Pulo Prabang (Rotta a Oriente), da 20 cannoni.
Con questa, i nostri tentano di ricongiungersi alla Surprise e intercettare la Cornélie, la ben più potente fregata francese sulla quale aveva viaggiato la delegazione nemica.
In effetti riescono a intercettare la Cornélie e a devastarle il cassero a distanza ravvicinata con le carronate, ma vengono poi inseguiti, cercando di attirare i francesi in un'altra trappola. Ma quando all'orizzonte compare una flottiglia battente bandiera americana, tutto sembra perduto. In realtà le navi sono preda della Surprise e di altre due navi corsare inglesi, e la Cornélie tenta una improbabile fuga, per poi affondare per i danni subiti.
I nostri trasbordano sulla Surprise, affidando la Nutmeg al primo ufficiale, e, prima di proseguire verso il Sud America, fanno rotta per l'Australia; qui Stephen viene provocato da un ufficiale locale ubriaco e lo infilza con la spada senza troppi danni; da quel momento l'accoglienza ai marinai della Surprise diventa molto meno amichevole, e in ogni caso tutti vedono quale inferno sulla terra sia la vita nella colonia penale della  Botany Bay presso Sydney.
Stephen, sempre alla ricerca di nuove esperienze naturalistiche, gira in lungo e in largo i dintorni di Sydney, e infine quasi muore per la puntura di un ornitorinco, ma ritrova il suo servitore Padeen Colman, condannato per furto alla deportazione, che durante il reimbarco del dottore si unisce al gruppo col tacito consenso di Jack.

## Riferimenti storici
L'ambientazione nella colonia penale di Botany Bay è assolutamente veritiera, e anche molti dei personaggi, dal governatore Macquarie a diversi dignitari e ufficiali, non sono fittizi, così come la "Rivolta del Rum" contro il governatore William Bligh (già capitano della HMAV Bounty).

## Edizioni
- Patrick O'Brian, Caccia notturna, traduzione di Paola Merla, collana La Gaja scienza, Longanesi, 2004,  p. 335, ISBN 88-304-1981-8.